# برنت برايس
برنت برايس (بالإنجليزية: Brent Price)‏ مواليد 9 ديسمبر 1968 في شوني، هو لاعب كرة سلة أمريكي معتزل. بدأ مسيرته الاحترافية في سنة 1992. تم اختياره من قبل فريق واشنطن ويزاردز خلال الدرافت. يبلغ طوله 6 قدم 1 بوصة (1.9 م). اعتزل اللعب في 2004. أحرز خلال مسيرته في الإن بي إيه 2481 نقطة بمعدل 5.9 نقاط في المباراة الواحدة.

## المسيرة الاحترافية
لعب مع واشنطن ويزاردز من سنة 1992 إلى 1996، ثم لعب مع هيوستن روكتس من سنة 1996 إلى 1999، ثم لعب مع فانكوفر جريزليز من سنة 1999 إلى 2001، ثم لعب مع سكرامنتو كينغز في موسم 2001–2002.

## روابط خارجية
- برنت برايس على موقع إن بي أي (الإنجليزية)
- برنت برايس على موقع سبورتس رفرنس (الإنجليزية)
- برنت برايس على موقع كرة السلة الأوروبية.كوم (الإنجليزية)
- برنت برايس على موقع كلية كرة السلة في سبورتس رفرنس.كوم (الإنجليزية)
- برنت برايس على موقع ريلجم (الإنجليزية)
- برنت برايس على موقع بروبوليرز (الإنجليزية)